# Joe Martinelli
Joseph Martinelli, detto Joe (22 agosto 1916 – 20 luglio 1991), è stato un calciatore statunitense, di ruolo difensore.

## Carriera
Prese parte ai mondiali del 1934 con la Nazionale statunitense.